# アレックス・デレンジー
アレックス・デレンジー Alex de Renzy（1935年8月13日 - 2001年6月8日）は、アメリカ合衆国のポルノ映画監督・プロデューサー。

## 来歴
アレックス・デレンジーはブルックリン区 (ニューヨーク) で生まれた。デレンジーはアメリカ空軍に戦闘機のパイロットとして所属していた。彼の弟によると、空軍に入隊する以前にデレンジーは動物学のPh.D.を取得している。デレンジーはアメリカに戻ると、サンフランシスコでドキュメンタリーの製作を始めた。1969年10月、デレンジーは「Sex 69」に出席するためデンマークに向かった。このコペンハーゲンで開催された、デンマークのポルノ合法化を受けた初のセックス産業フェアでは、ポルノ映画試写会が行なわれた。これは彼が最初の映画『Pornography in Denmark』を製作するきっかけとなった。この映画は翌年公開された。
デレンジーは激しいセックスシーンを映像化するだけではなく、ストーリーを重視する努力もした。彼は『Sexual Encounter Group』(1970年) の編集を担当し、7本の映画の撮影技師を務め、5本の脚本を書いた。彼が監督した『Lady Freaks』(1973年) は、伝説のポルノスター、アネット・ヘブンを世に送り出した。彼の監督作品には、1970年代の傑作ポルノと名高い『USAスウィンガーセックス　(Babyface)』(1977年) と『スペシャル・マシーン (Pretty Peaches)』(1978年) も含まれている。
デレンジーが見出したもう一人は、デザレー・クストーである。彼女は『スペシャル・マシーン (Pretty Peaches)』で1978年、Adult Film Association of America (AFAA) 最優秀主演女優賞を獲得し、国際的なポルノスターになった。プロットは、風刺に満ちた苦難を次々に経験する世間知らずの若い女性について描き、ヴォルテールの古典文学『カンディード』に由来している。しかしデレンジーの映画は、高級な芸術よりは過激さを目指した。『スペシャル・マシーン』は医者に施されるクストーの後半身からの激しい噴出がバスルームの床に叩き付けられる悪名高い浣腸シーンを含む（このシーンはビデオ発売の際に検閲削除され、アルファ・ブルー版のDVD発売時に復活した）。Peaches（クストー）は「私は、彼が何一つ治療できたとは思えないわ!」と嘆く。
『Slave to Love』、『淫獣シスター/狂乱のラビリンス (Two Women)』の2本を撮り終えた後、デレンジーはレックス・ボルスキー (Rex Borsky)名義で、アナルセックスに特化したハードコアビデオを矢継ぎ早に200本以上大量生産した。『Anal Siege』、『Anal Madness』、『Anal Sluts and Sweethearts』などのタイトルからボルスキーの意図は明白であった。
最後のビデオの製作中、滞在先のロサンゼルスのホテルの部屋で、デレンジーは糖尿病に起因する致命的な脳梗塞の発作に襲われ、2001年6月8日に死去した。

## 受賞
- 1977年 AFAA 最優秀監督賞 『USAスウィンガーセックス (Baby face)』[3]
- 1989年 AVN 最優秀監督賞（映画） 『ジューシー・バスト/乱熟桃乳娘 (Pretty peaches 2)』[6]
- 1993年 AVN 最優秀監督賞（ビデオ） 『淫獣シスター/狂乱のラビリンス (Two Women)』[6]（アンソニー・スピネリと分けあった）
- AVN殿堂[7]
- 1986年 XRCO殿堂[8]

## 監督作品の一部
- 1970年 - 『Pornography in Denmark』
- 1970年 - 『A History of the Blue Movie』
- 1973年 - 『Lady Freaks』
- 1974年 - 『淫絶トルコ女王蜂 (Fantasy Girls)』
- 1976年 - 『Femmes de Sade』†
- 1977年 - 『USAスウィンガーセックス (Baby face)』†
- 1978年 - 『スペシャル・マシーン (Pretty Peaches)』†
- 1984年 - 『Dirty Girls』
- 1985年 - 『ワイルド・レイプ/悶えて本番 (Wild Things)』
- 1986年 - 『Doctor Penetration』
- 1986年 - 『Moving In』
- 1986年 - 『SEXバトルロイヤル/激射大会 (Baby Face 2)』
- 1987年 - 『ジューシー・バスト/乱熟桃乳娘 (Pretty peaches 2)』
- 1989年 - 『Bring on the Virgins』
- 1989年 - 『The Big Thrill』†
- 1989年 - 『THE極妻/マフィアVS悶々姉御 (The Whore)』
- 1990年 - 『ファジィ・テクニック/変態不倫妻 (Party Doll)』
- 1990年 - 『ジューシー・フルーツ/桃尻遊び(Pretty Peaches 3: The Quest)』
- 1990年 - 『Rapture』
- 1990年 - 『ハード・ブルー/至福の条件 (Steamy Windows)』
- 1991年 - 『アシュリン・ギア&ジーナ・ファイン in ミルキーウォーター (Malibu Spice)』
- 1992年 - 『淫獣シスター/狂乱のラビリンス (Two Women)』
- 1993年 - 『Slave to Love』

†はXRCO殿堂入り映画。

### レックス・ボルスキー名義
- 1991年 - 『Anal Climax』
- 1991年 - 『Anal Fury』
- 1991年 - 『Anal Innocence』
- 1991年 - 『Anal Revolution』
- 1991年 - 『Anal Starlets』
- 1992年 - 『Anal Carnival』
- 1992年 - 『Anal Cuties of Chinatown』
- 1992年 - 『Anal Delights』
- 1992年 - 『Anal Ecstasy』
- 1992年 - 『Anal Inferno』
- 1992年 - 『Anal Madness』
- 1992年 - 『Anal Rampage』
- 1992年 - 『Anal Rookies』
- 1992年 - 『Anal Savage』
- 1992年 - 『Anal Sluts and Sweethearts』
- 1992年 - 『Anal Thrills』
- 1993年 - 『Anal Co-ed』
- 1993年 - 『Anal Sensations』
- 1993年 - 『Anal Siege』
- 1993年 - 『Anal Taboo』
- 1993年 - 『Anal Urge』
- 1993年 - 『Gang Bang Face Bath』
- 1994年 - 『Anal Bad Girls』
- 1994年 - 『Anal Breakdown』
- 1994年 - 『Anal Candy Ass』
- 1994年 - 『Anal Hunger』
- 1994年 - 『Anal Justice』
- 1994年 - 『Assy Sassy』
- 1994年 - 『Booty Mistress』
- 1994年 - 『Certifiably Anal』
- 1994年 - 『Gang Bang Jizz Jammers』
- 1994年 - 『Gang Bang Nymphette』
- 1995年 - 『Anal Addict』
- 1995年 - 『Anal Deep Rider』
- 1995年 - 『Anal Hellraiser』
- 1995年 - 『Anal Insatiable』
- 1995年 - 『Anal Sweetheart』
- 1995年 - 『Anal Trashy Ass』
- 1996年 - 『Malibu Butt Sluts』
- 1997年 - 『Anal Openings and Face Soakings』
- 1997年 - 『Anal Hanky Panky』